# 7636 Comba
7636 Comba (1984 CM) là một tiểu hành tinh vành đai chính được phát hiện ngày 5 tháng 2 năm 1984 bởi E. Bowell ở trạm Anderson Mesa thuộc Đài thiên văn Lowell.